# 1,1′-Bi-2-naphthol
1,1′-Bi-2-naphthol (BINOL) ist eine organische Substanz, dessen (R)- oder (S)-Enantiomer meist als Ligand oder Auxiliar zur übergangsmetallkatalysierten asymmetrischen Synthese genutzt wird. BINOL besitzt axiale Chiralität (Atropisomerie). Die Enantiomere können getrennt werden und sind stabil gegen Racemisierung. Der spezifische Drehwert der beiden Enantiomere beträgt ± 33–38° (20 °C, 589 nm) (c=1, THF). BINOL ist ein Vorläufer von BINAP, einem anderen chiralen Katalysator.

## Gewinnung und Darstellung
BINOL kann in hoher Ausbeute (90 %) aus 2-Naphthol in Gegenwart eines Kupfer(II)-Katalysators unter Luft- oder Sauerstoffzufuhr synthetisiert werden:
Das Trennen der beiden Enantiomere kann beispielsweise mittels des ebenfalls chiralen (8S, 9R)-(−)-N-Benzylcinchonidiniumchlorids erfolgen. Dabei können durch dessen Zugabe und mehrmaliges Lösen in Ethanol beide Enantiomere in hoher Ausbeute (70–75 %) isoliert werden.

## Verwendung
(R)-(+)-Binol oder (S)-(−)-Binol (auch Derivate der reinen Enantiomere) wird überwiegend in der asymmetrischen Synthese verwendet.
(R)-(+)-Binol oder (S)-(−)-Binol dient beispielsweise als Ligand eines Lanthanoids in der Shibasaki-Aldolreaktion, um unmodifizierte Ketone enantioselektiv an Aldehyde zu addieren:
Vom (R)-(+)-Binol oder (S)-(−)-Binol abgeleitete Heterobimetallkatalysatoren werden auch in der enantioselektiven Addition von Phosphornukleophilen an Imine eingesetzt.